# Погорелово (Вожегодский район)
Погорелово — деревня в Вожегодском районе Вологодской области.
Входит в состав Явенгского сельского поселения, с точки зрения административно-территориального деления — в Явенгский сельсовет.
Расстояние до районного центра Вожеги по автодороге — 24 км, до центра муниципального образования Базы по прямой — 6 км. Ближайшие населённые пункты — Турабовская, Падинская, Щекотовская, Вафуненская, Малая Назаровская.
По переписи 2002 года население — 4 человека.